# Educto (lingüística)
En la teoría de adquisición de lenguas (ver Adquisición de segundo lenguaje y Desarrollo del lenguaje), el educto (a veces denominado también en español con el anglicismo output) es la lengua producida por un aprendiz. Para que esta circunstancia se dé, el aprendiz (a veces llamado en español también aprendiente particularmente en este caso) tiene que haber estado previamente expuesto a un  aducto y asimilar o comprender al menos parte de éste mediante la toma (intake).
Las primeras investigaciones llevadas a cabo en el campo de adquisición de segundas lenguas daban mucha importancia al estudio del papel que el aducto desempeña en la adquisición, pero, merced a los nuevos descubrimientos, el papel del educto ha ido ganando terreno. Esto se hace patente desde el momento en que la producción de educto por parte del aprendiz demuestra la capacidad de reestructuración del aducto; es decir, de modificación de éste para que, con el material que le ha aportado, el aprendiz sea capaz de elaborar en la lengua meta expresiones adaptadas a sus propias necesidades comunicativas.
Como consecuencia, el estudio del educto constituye hoy un medio muy importante para desentrañar la naturaleza de la interlengua y de los procesos psicolingüísticos que rigen su adquisición. En 1985,  Krashen propuso la teoría del monitor, que interpreta la adquisición de la lengua como un proceso de monitorización continua en la que el educto se divide en dos fases: en la primera, educto más corrección, los aprendices, a través de la observación del aducto, generan reglas gramaticales que posteriormente comprueban a través de las correcciones que reciben, y la segunda es el educto comprensible, en la que el aprendiz hace su educto más preciso y mejora su expresión en lo relacionado con la comunicación.